# Paul Muni
Paul Muni (Leópolis, Imperio austrohúngaro; 22 de septiembre de 1895 - Montecito, Estados Unidos; 25 de agosto de 1967) fue un actor de cine y teatro estadounidense de la época dorada de Hollywood, ganador de un Óscar y nominado otras cuatro veces.

## Biografía
Su auténtico nombre era Meshilem Meier Weisenfreund y nació en la localidad de Leópolis, que entonces pertenecía a Galitzia, una provincia autónoma del Imperio austrohúngaro (en la actualidad en Ucrania). Su familia emigró a los Estados Unidos en 1902. Tanto su padre como su madre eran actores de teatro en yidis, por lo que resultó bastante natural que Muni se uniera a ellos en la escena, sobre la que ya debutó a los doce años. Ya en ese momento fue reconocido y descubierto por Maurice Schwartz, propietario del Yiddish Art Theater. En su primer papel teatral, Muni interpretó a un hombre de ochenta años, lo que es un inicio consecuente con un actor que a lo largo de toda su carrera se especializó en papeles en los que tuviera que llevar a cabo un sofisticado trabajo de caracterización y vestuario.
A los 29 años Muni empezó a trabajar en los teatros de Broadway. Su primer papel, el de un anciano hebreo en la función Nosotros los americanos (We Americans) de Sam Harris, también fue el primero en el que utilizó el inglés. Tres años después, en 1929, fue contratado por la Fox y recibió su primera nominación a los Óscar como mejor actor, por su primera película El valiente, aunque no contento con los papeles que se le ofrecían decidió regresar a Broadway.
En 1932 vuelve a Hollywood para actuar en las películas Scarface, en la que interpretó el papel del gánster Tony Camonte, y Soy un fugitivo, por la que volvió a ser nominado al Óscar de mejor actor. La Warner Bros reconoció su indudable talento y le ofrecieron un contrato a largo plazo. En los años siguientes, ganó finalmente el Óscar en 1936 por su interpretación en la película The Story of Louis Pasteur y volvió a ser nominado por su papel en The Life of Emile Zola (1937).
Hasta el momento en el que decidió retirarse, Muni siguió actuando tanto en el cine como en el teatro, y fue tan valorado por su talento como criticado por sus excentricidades. Se sabía que le sacaba de sus casillas descubrir que alguien se había vestido de rojo, y también se le podía encontrar tocando su violín para relajarse en momentos de pausa. Pasó a ser demasiado dependiente de su esposa, Bella, que era una pesadilla para los directores, a los que obligaba a volver a rodar las escenas cuando no estaba satisfecha.
Tras varios proyectos fallidos, en 1955, Muni fue nominado para un Tony, por su papel de Henry Drummond en la obra Inherit the Wind, papel que interpretaría en el cine Spencer Tracy en la película del mismo nombre. Sin embargo, su salud iba empeorando, y en 1959, poco después de haber sido nominado de nuevo al Óscar como mejor actor, por su película The Last Angry Man, se retiró. 
Murió en 1967 en California, en la localidad de Montecito, por una enfermedad cardiovascular a los 71 años de edad.

## Filmografía
| Año  | Títulos en español (cuando existen)                                                    | Título original                   | Papel                                                                                   | Observaciones |
| ---- | -------------------------------------------------------------------------------------- | --------------------------------- | --------------------------------------------------------------------------------------- | --- |
| 1929 | The Valiant                                                                            | The Valiant                       | James Dyke                                                                              | Nominado al Premio Óscar al mejor actor |
| 1929 | Siete caras                                                                            | Seven Faces                       | Papá Chibou / Diablero / Willie Smith / Franz Schubert / Don Juan / Joe Gans / Napoleón | Película perdida |
| 1932 | Capitán Caracortada / Caracortada Scarface: Cara cortada Scarface, el terror del hampa | Scarface                          | Antonio «Tony» Camonte                                                                  | |
| 1932 | Soy un fugitivo                                                                        | I Am a Fugitive from a Chain Gang | James Allen                                                                             | Nominado al Premio Óscar al mejor actor |
| 1933 | El mundo cambia                                                                        | The World Changes                 | Orin Nordholm Jr.                                                                       | |
| 1934 | ¿Qué hay, Nellie?                                                                      | Hi, Nellie!                       | Brad Bradshaw                                                                           | |
| 1935 | Barreras infranqueables Corazón mexicano El salvaje                                    | Bordertown                        | Johnny Ramirez                                                                          | |
| 1935 | Infierno negro                                                                         | Black Fury                        | Joe Radek                                                                               | |
| 1935 | El doctor Sócrates                                                                     | Dr. Socrates                      | Dr. Lee Cardwell, apodado «Dr. Sócrates»                                                | |
| 1936 | La tragedia de Louis Pasteur La vida trágica de Louis Pasteur Louis Pasteur            | The Story of Louis Pasteur        | Louis Pasteur                                                                           | Ganador del Óscar al mejor actor Copa Volpi al mejor actor |
| 1937 | La buena tierra                                                                        | The Good Earth                    | Wang Lung                                                                               | Estrenada en color sepia |
| 1937 | The Woman I Love                                                                       | The Woman I Love                  | Teniente Claude Maury                                                                   | |
| 1937 | La vida de Émile Zola                                                                  | The Life of Emile Zola            | Émile Zola                                                                              | Premio del Círculo de Críticos de Cine de Nueva York al mejor actor Nominado al Premio Óscar al mejor actor                                                                                              |
| 1939 | Juárez                                                                                 | Juárez                            | Benito Juárez                                                                           | |
| 1939 | No estamos solos                                                                       | We Are Not Alone                  | Dr. David Newcome                                                                       | |
| 1941 | El caudillo El renegado                                                                | Hudson's Bay                      | Pierre-Esprit Radisson                                                                  | |
| 1942 | Ataque al amanecer Los comandos                                                        | Commandos Strike at Dawn          | Erik Toresen                                                                            | |
| 1943 | Tres días de amor y de fe Un cuento de amor                                            | Stage Door Canteen                | Cameo de sí mismo                                                                       | |
| 1945 | Canción inolvidable                                                                    | A Song to Remember                | Profesor Joseph Elsner                                                                  | Filmada en Technicolor |
| 1945 | Contraataque                                                                           | Counter-Attack                    | Alekséi Kulkov                                                                          | |
| 1946 | El Diablo y yo                                                                         | Angel on My Shoulder              | Eddie Kagel / Juez Fredrick Parker                                                      | |
| 1952 | Imbarco a mezzanotte                                                                   | Imbarco a mezzanotte              | El extraño con una pistola                                                              | |
| 1959 | Esclavo del deber                                                                      | The Last Angry Man                | Dr. Samuel «Sam» Abelman                                                                | Premio al mejor actor en el Festival Internacional de Cine de Mar del Plata 1960 Nominado al Premio Óscar al mejor actor Nominado al Premio del Círculo de Críticos de Cine de Nueva York al mejor actor |

## Premios y distinciones
Premios Óscar
| Año  | Categoría   | Película | Resultado |
| ---- | ----------- | --- | --------- |
| 1930 | Mejor actor | The Valiant                                                                                                  | Nominado  |
| 1934 | Mejor actor | Soy un fugitivo (I Am a Fugitive from a Chain Gang)                                                          | Nominado  |
| 1936 | Mejor actor | Infierno negro (Black Fury)                                                                                  | Nominado  |
| 1937 | Mejor actor | La tragedia de Louis Pasteur / La vida trágica de Louis Pasteur / Louis Pasteur (The Story of Louis Pasteur) | Ganador   |
| 1938 | Mejor actor | La vida de Émile Zola (The Life of Emile Zola)                                                               | Nominado  |
| 1960 | Mejor actor | Esclavo del deber (The Last Angry Man)                                                                       | Nominado  |

Festival Internacional de Cine de Venecia
| Año  | Categoría                                      | Película | Resultado |
| ---- | ---------------------------------------------- | --- | --------- |
| 1936 | Copa Volpi a la mejor interpretación masculina | La tragedia de Louis Pasteur / La vida trágica de Louis Pasteur / Louis Pasteur (The Story of Louis Pasteur) | Ganador   |

Cuenta con su propia estrella en el Paseo de la Fama de Hollywood, a la altura del número 6435 de Hollywood Boulevard.